# Binford (Dakota del Norte)
Binford es una ciudad ubicada en el condado de Griggs en el estado estadounidense de Dakota del Norte. En el censo de 2010 tenía una población de 183 habitantes y una densidad poblacional de 204,21 personas por km².

## Geografía
Binford se encuentra ubicada en las coordenadas 47°33′37″N 98°20′45″O / 47.56028, -98.34583. Según la Oficina del Censo de los Estados Unidos, Binford tiene una superficie total de 0.9 km², de la cual 0.9 km² corresponden a tierra firme y (0%) 0 km² es agua.

## Demografía
Según el censo de 2010, había 183 personas residiendo en Binford. La densidad de población era de 204,21 hab./km². De los 183 habitantes, Binford estaba compuesto por el 100% blancos, el 0% eran afroamericanos, el 0% eran amerindios, el 0% eran asiáticos, el 0% eran isleños del Pacífico, el 0% eran de otras razas y el 0% pertenecían a dos o más razas. Del total de la población el 0.55% eran hispanos o latinos de cualquier raza.